# Хатинь
Хати́нь (вьет. Hà Tĩnh, тьы-ном 河靜) — город провинциального подчинения на севере центрального региона Вьетнама, столица одноимённой провинции Хатинь.
Средняя годовая температура 24° C. Дождливый сезон длится с августа по ноябрь. Остальное время — сухой сезон.
Хатинь расположен в 340 км к югу от Ханоя, в 50 км к югу от города Винь. Хюэ находится в 314 км к югу. Через Хатинь проходит шоссе № 1 и в 12 км располагается побережье Китайского моря. Площадь составляет 56,19 км².
Население на 2019 год составляет 104 037 человека.
Хатинь получил статус города 28 мая 2007 года.

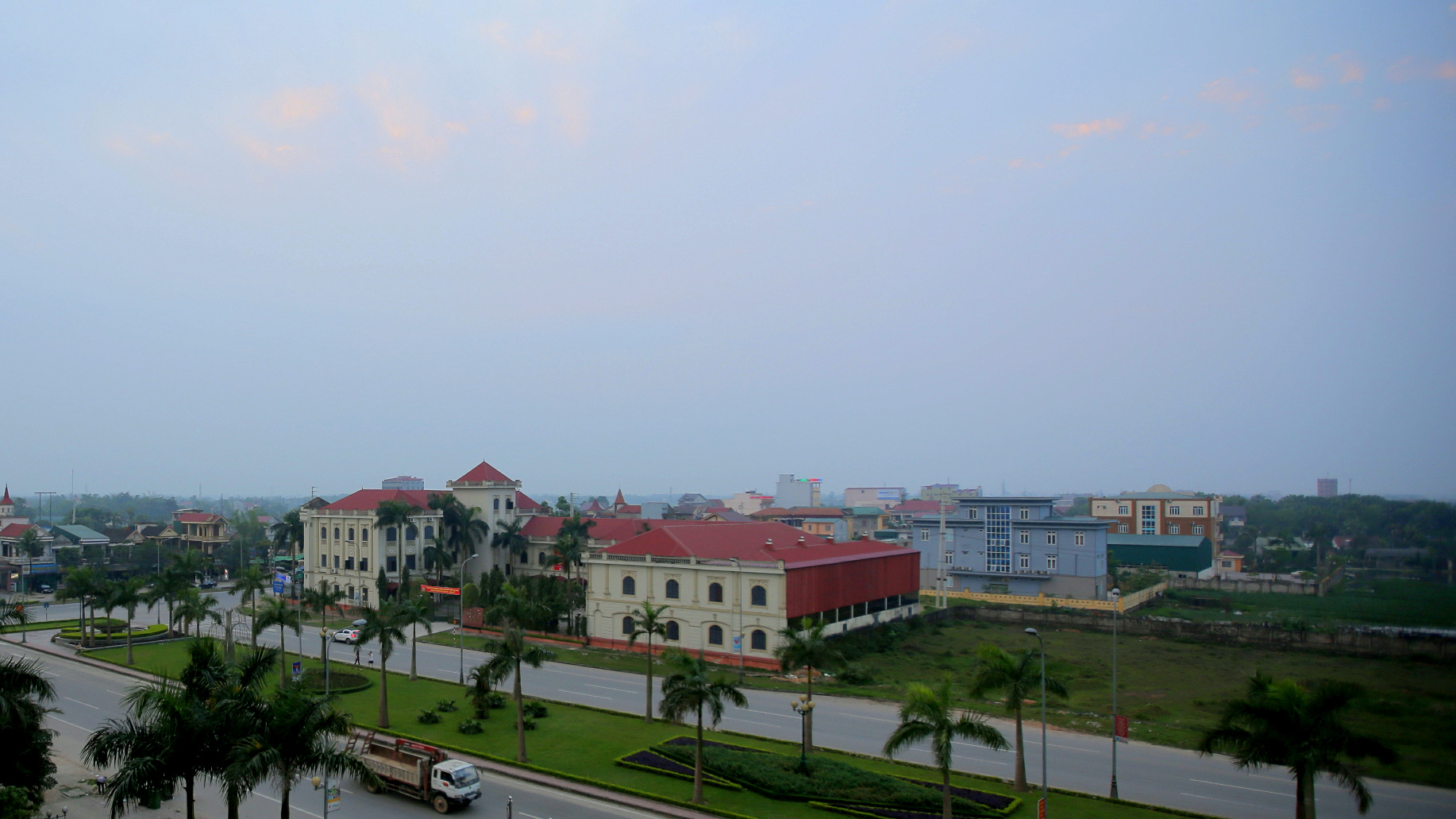
Вид из здания Sailing Tower